# Oktober
Oktober måned er opkaldt efter octo (idet marts i sin tid var årets første måned), latin for otte. Ældre dansk navn: Sædemåned.

## Oktober i Danmark

### Normaltal for oktober
- Middeltemperatur: 9,4 °C
- Nedbør: 83 mm
- Soltimer: 99

### Vejrrekorder for oktober måned
- 1880 - Den laveste lufttemperatur målt i oktober: -11,9 °C ved Torstedlund (Rold Skov).
- 1905 – Den koldeste oktober med en middeltemperatur på 5,2 °C. Max- og minimumtemperaturen var hhv. 14,6 og -8,9 °C.
- 1922 – Den tørreste med kun 12 mm nedbør.
- 1967 – Den vådeste med hele 177 mm nedbør.
- 1976 – Den solfattigste med kun 26 soltimer.
- 2005 – Den solrigeste med hele 162 soltimer.
- 2006 – Den varmeste oktober med en middeltemperatur på 12,2 °C. Max- og minimumtemperaturen var hhv. 20,5 og -0,9 °C.[1]
- 2011 - Den højeste lufttemperatur målt i oktober: 26,9 °C i Store Jyndevad.

## Ekstern henvisning
- Dmi: Månedens vejr Arkiveret 30. juni 2007 hos  Wayback Machine

1. ↑  "Varmerekord i oktober". Arkiveret fra originalen 10. august 2007. Hentet 1. november 2006.